# Psyllaephagus spondyliaspidis
Psyllaephagus spondyliaspidis is een vliesvleugelig insect uit de familie Encyrtidae. De wetenschappelijke naam is voor het eerst geldig gepubliceerd in 1939 door Girault.